# يو إف سي ليلة القتال: بدر ضد سينت برويس
يو إف سي ليلة القتال: بدر ضد سينت برويس (بالإنجليزية: UFC Fight Night: Bader vs. Saint Preux)‏ (المعروف أيضًا باسم يو إف سي ليلة القتال 47) هو حدث لفنون القتال المختلطة نظمته يو إف سي، وأُقيم في 16 أغسطس 2014، على مركز كروس للتأمين في بانجور، مين، الولايات المتحدة.